# Saint-Étienne-les-Orgues
Saint-Étienne-les-Orgues (provansalsko Sant Estève) je naselje in občina v jugovzhodnem francoskem departmaju Alpes-de-Haute-Provence regije Provansa-Alpe-Azurna obala. Leta 2006 je naselje imelo 1.149 prebivalcev.

## Geografija
Kraj leži v pokrajini Visoki Provansi ob vznožju gore Montagne de Lure, 67 km zahodno od središča departmaja Digne-les-Bainsa.

## Administracija
Saint-Étienne-les-Orgues je sedež istoimenskega kantona, v katerega so poleg njegove vključene še občine Cruis, Fontienne, Lardiers, Mallefougasse-Augès, Montlaux, Ongles in Revest-Saint-Martin z 2.294 prebivalci.
Kanton je sestavni del okrožja Forcalquier.

## Zgodovina
Ime naselja se prvikrat pojavi v tekstih iz 12. stoletja kot castrum sant Stephani.

## Zanimivosti
- Prvotna opatija Notre-Dame-de-Lure je bila ustanovljena pod sv. Donatom že v 6. stoletju. Sedanja cerkev je ostanek opatije iz 12. stoletja, opuščene v začetku 17. stoletja, obnovljene v letih od 1637 do 1659; od leta 1980 je na seznamu francoskih zgodovinskih spomenikov.
- cerkev sv. Štefana iz 15. do 16. stoletja.

1. ↑  »Populations légales 2016«. Nacionalni inštitut za statistične in gospodarske raziskave. Pridobljeno 25. aprila 2019.